# Skomer

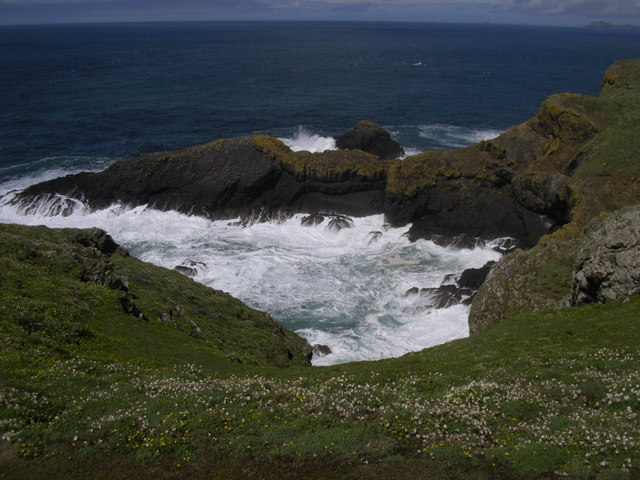
Scogliere a Skomer

Skomer Island (in gallese: Ynys Sgomer) o semplicemente Skomer è un'isola di 2,92 km² del Galles sud-occidentale, situata nel Jack Sound (Oceano Atlantico), al largo della costa del Pembrokeshire.
L'isola è nota - insieme alla vicina isola di Skokholm - come uno dei principali luoghi per la riproduzione di uccelli marini in Europa.

## Etimologia
Il toponimo Skomer/Sgomer deriva dall'antico nordico e significa "isola frastagliata". La descrizione è adatta come l'isola è composta da due parti principali, le quali sono collegate tra loro mediante uno stretto istmo. 

## Geografia

### Collocazione
Skomer si trova al largo di Martin's Haven, a nord dell'isola di Skokholm e ad est dell'isola di Grassholm.

### Dimensioni
L'isola misura due miglia in lunghezze e 1,5 miglio in larghezza.

### Territorio
La vetta massima dell'isola raggiunge i 260 piedi di altezza.

## Fauna
Skomer ospita mezzo milione di uccelli marini. Tra questi, figurano la pulcinella di mare, l'uria (14.000 esemplari) e la berta minore.
|  |  |

## Trasporti
L'isola è raggiungibile via traghetto dalla baia di Martin's Haven.